# Кистега (приток Волги)
Кистега — река в Заволжском районе Ивановской области России. Левый приток Волги. Впадает в Горьковское водохранилище на 2451 км от устья. Длина реки составляет 41 км, площадь водосборного бассейна — 206 км². Высота устья — 84 м над уровнем моря.

## Этимология потамонима Кистега
Название состоит из аффикса — га и славянской основы — слова «кисть» (пучек, связка, метёлка). Сравните (без аффикса):
- Кисть — приток реки Вига в Костромской области;
- Кисть — приток Кашинки в Тверской области;
- Кисть — приток Шахи во Владимирской и Ярославской областях.

От потамо́нима Кистега происходит название села — комоним Кистега. В Костромской области протекает ещё одна река Кистега — приток реки Тебзы.

## Данные водного реестра
По данным государственного водного реестра России относится к Верхневолжскому бассейновому округу, водохозяйственный участок реки — Волга от города Кострома до Горьковского гидроузла (Горьковское водохранилище), без реки Унжа, речной подбассейн реки — Волга ниже Рыбинского водохранилища до впадения Оки. Речной бассейн реки — (Верхняя) Волга до Куйбышевского водохранилища (без бассейна Оки).
Код объекта в государственном водном реестре — 08010300412110000013568.